# 雷卡雷卡環礁

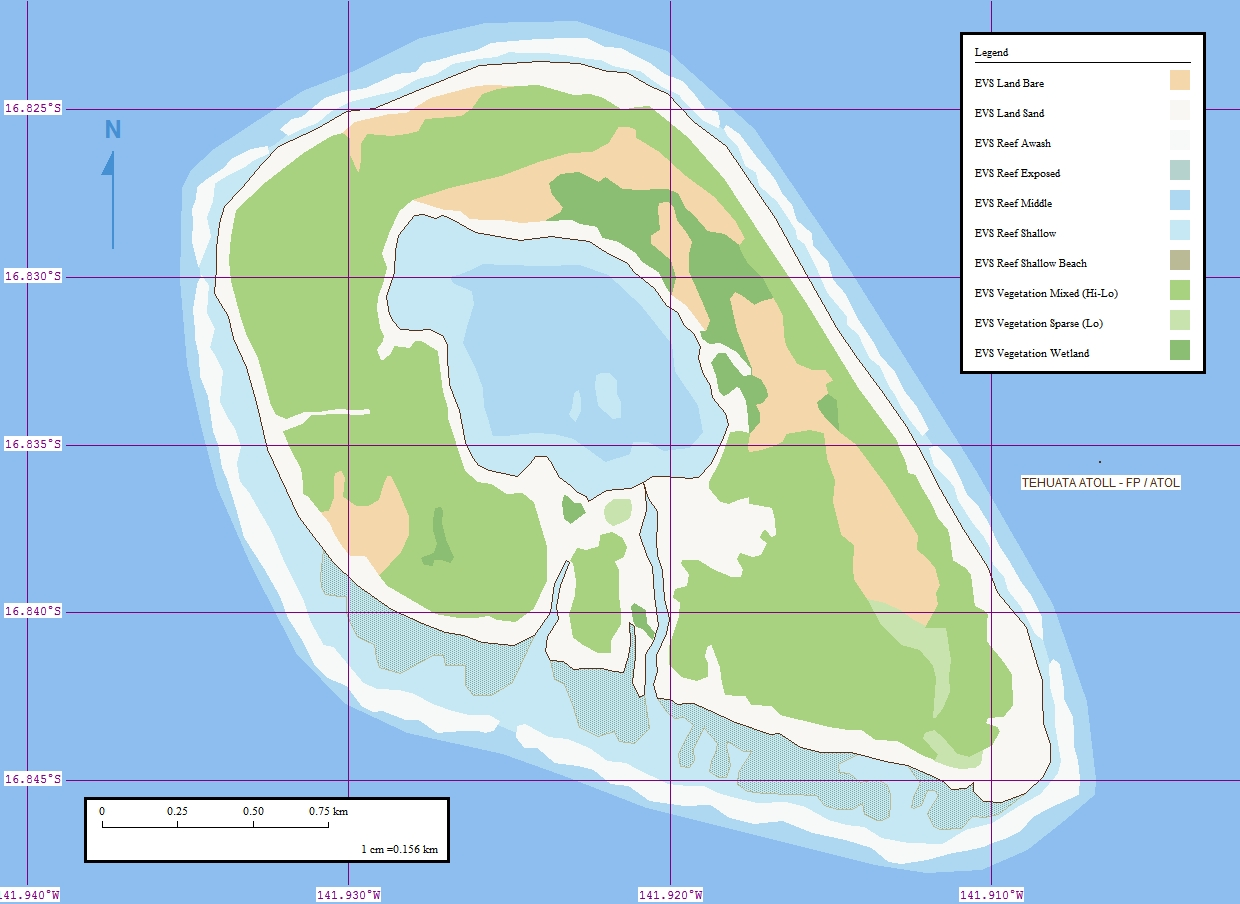

雷卡雷卡環礁（Rekareka），又称泰胡阿塔环礁（Tehuata）、图海努阿环礁（Tu-henua），是南太平洋法屬波利尼西亞的環礁，屬於土阿莫土群島的一部分，由豪镇管辖，位於拉羅亞環礁東南83公里，土地面積1.6平方公里，潟湖面積2.5平方公里，島上無人居住。